# Metadrosus
Genre
Metadrosus est un genre d'insectes coléoptères de la famille des Curculionidae, de la sous-famille des Entiminae et de la tribu des Polydrusini.

## Espèces
- Metadrosus bellus (Kraatz, 1859)
- Metadrosus cressius (Pic, 1904)
- Metadrosus depilis (Kraatz, 1859)
- Metadrosus dodoneus (Apfelbeck, 1901)
- Metadrosus manteroi (Solari & Solari, 1903)
- Metadrosus mecedanus (Reitter, 1908)
- Metadrosus moricei (Pic, 1904)
- Metadrosus ornatus (Gyllenhal, 1834)
- Metadrosus reitteri (Stierlin, 1884)
- Metadrosus schilskyi (Winkler, 1932)
- Metadrosus schwiegeri (Reitter, 1908)
- Metadrosus seidlitzi (Schilsky, 1910)
- Metadrosus vagepictus (Desbrochers, 1892)